# Lester Piggott

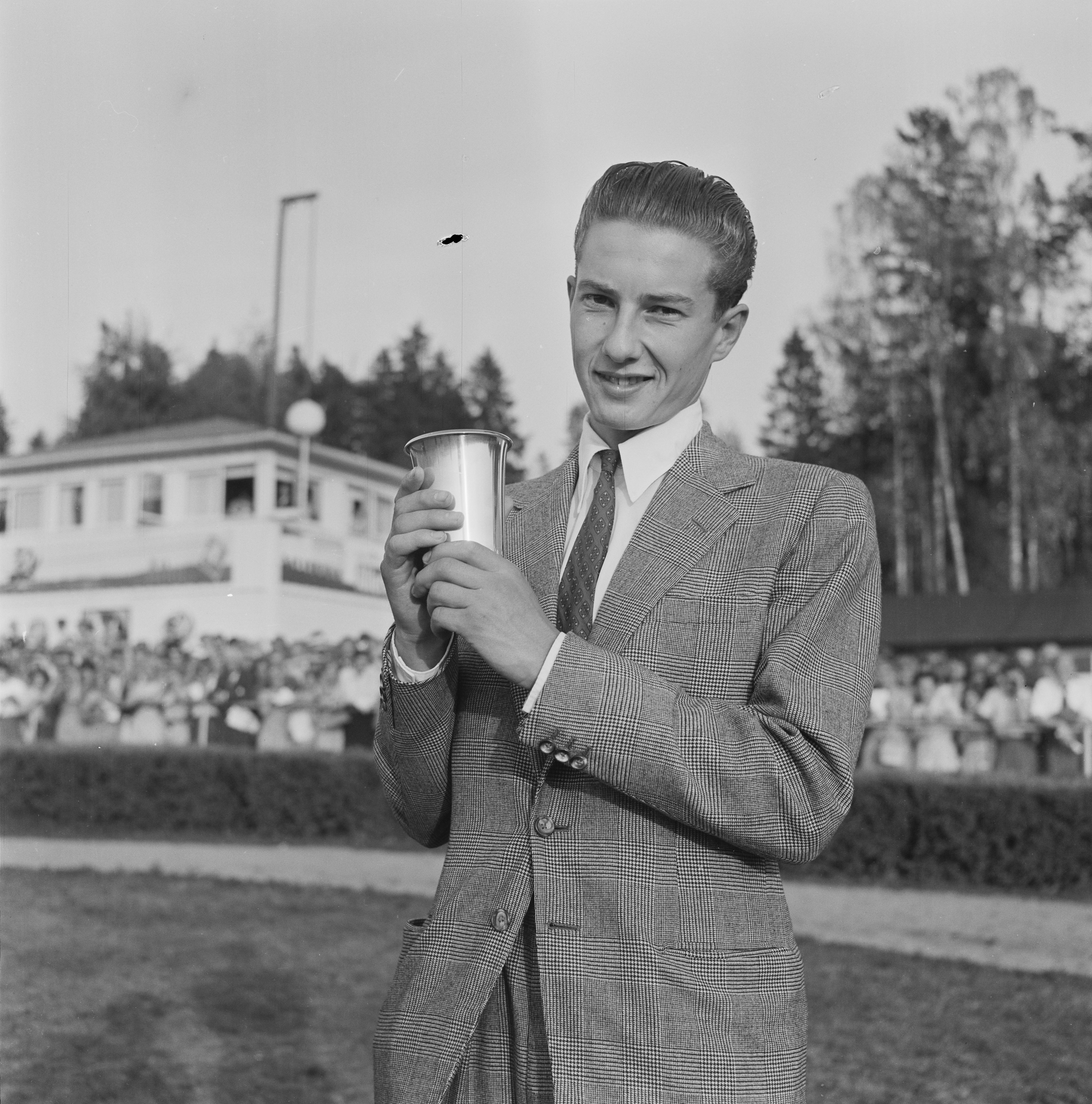
Lester Piggott in 1955

Lester Keith Piggott (Wantage, 5 november 1935 – Genève, 29 mei 2022) was een Engels jockey. Hij wordt beschouwd als een van de grootste jockeys aller tijden. Hij won in totaal 4493 wedstrijden tussen 1941 en 1985 waaronder negen Epsom Derby's.
In 1987 werd hij veroordeeld wegens belastingfraude. Hij bracht een jaar door in de gevangenis. Piggott overleed op 29 mei 2022 in een ziekenhuis in Genève. Hij werd 86 jaar oud.

## Eerbetoon
- Sinds 1990 wordt jaarlijks de Lester Award uitgereikt aan een verdienstelijke jockey. De prijs is naar Lester Piggott genoemd.
- De muziekband James heeft één nummer naar hem genoemd (Sometimes Lester Piggott) en in de outro van het nummer Sit Down wordt zijn naam gezongen.
- Van Morrison vermeldt Piggott in het nummer In the Days Before Rock 'n Roll ("When we let, then we bet / On Lester Piggott when we met [ten to one] / And we let the goldfish go")